# 棉棉
棉棉 (1970年8月28日—)，原名王莘，女，中国作家。
棉棉生于上海。16岁开始创作诗歌和短篇小说。17至25岁之间曾居于广州、深圳、香港等地。1997年开始发表作品，代表作为2000年出版的长篇小说《糖》。
她被认为是中国新一代作家的代表人物之一。

## 书目
- 《啦啦啦》 小说集，香港新世纪出版社，ISBN 3-462-03182-1, 1997年
- 《糖》，长篇小说，ISBN 0-316-56356-0, 2000年，目前在十几个国家出版。
- 《每个好孩子都有糖吃》 ISBN 3-462-03421-9, 2002年
- 《熊猫》, ISBN 7-800-80467-4, 2004年